# 에벌린 워

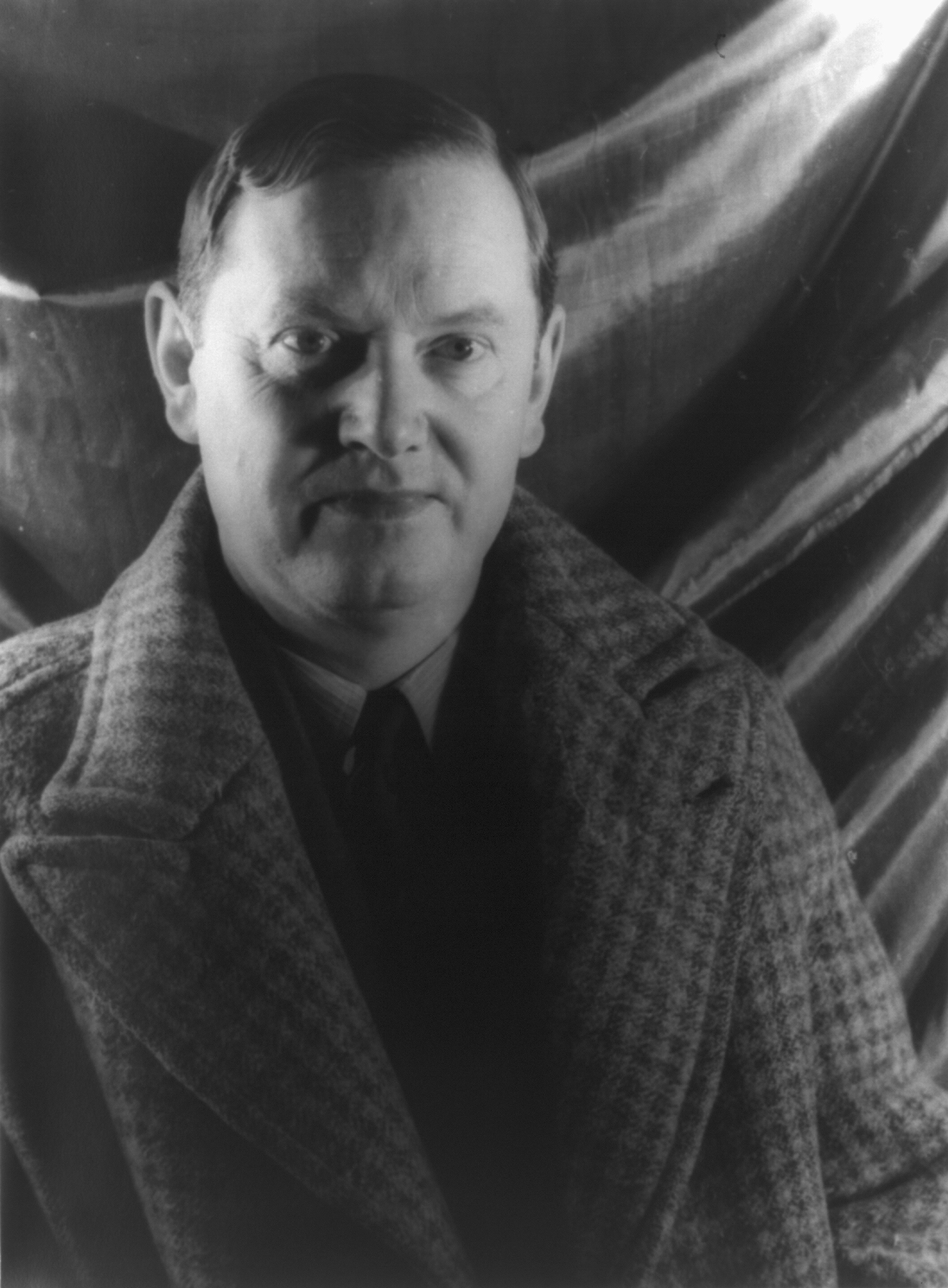
에벌린 워

에벌린 워(Evelyn Waugh, 1903년~1966년)는 영국의 소설가이다. 문예 평론가의 아들로서 런던에서 출생하였다. 옥스퍼드 대학에서 근대사를 전공하였다.
<퇴락(頹落)>(1928)은 최초의 소설이며 제1차 세계대전 후 사회의 허영과 공허한 생활을 풍자하고 있다. 1930년 로마 가톨릭교회로 개종하여 전기(傳記) <에드먼드 캔피언>(1935)을 썼다. 이것은 엘리자베스 시대에 로마 가톨릭교회 주교가 영국 국교회(國敎會)에서 박해를 당하면서도 신앙을 위하여 싸우다 최후에는 체포되어 순교할 때까지를 다루었다. <브라이즈헤드 재방문(再訪問)>(1945)은 기독교적인 주제가 처음으로 나타난 소설이며 가톨릭 신자의 한 집안을 묘사하였다. 주인은 집을 버리고 정부(情婦)와 함께 국외에서 살았지만 임종할 때에 신에게 향한 신앙을 고백한다. 아들도 술로 몸을 망치고 있었으나 신앙을 잃지 않고 마지막에 수도원으로 들어간다. 현실적으로는 죄많은 생활을 보내고 있으면서 더욱 신앙을 잃지 않는 사람들을 묘사하고 있다.